# Prostemmiulus atypus
Prostemmiulus atypus är en mångfotingart som beskrevs av Chamberlin 1952. Prostemmiulus atypus ingår i släktet Prostemmiulus och familjen Stemmiulidae. Inga underarter finns listade i Catalogue of Life.